# Trilophosuchus
Trilophosuchus is een geslacht van uitgestorven Australische krokodilachtigen. Tot dit geslacht behoort slechts één soort, T. rackhami, die 25 tot 10 miljoen jaar geleden in de regenwouden van Riversleigh (Queensland) leefde.
Trilophosuchus is nauw verwant aan het geslacht Mekosuchus, hoewel deze krokodil met een lengte van 1.5 meter iets kleiner was. Trilophosuchus joeg op de bosbodem op allerlei diersoorten, waaronder primitieve kangoeroes. Mogelijk klom deze krokodil zelfs in bomen om van daaruit passerende dieren te bespringen. Vergeleken met de hedendaagse krokodillen, had Trilophosuchus grote ogen en een korte kop met drie kammen op de bovenkant. De Engelse benaming van deze soort luidt dan ook "Ridge-headed Crocodile" (kamkopkrokodil).